# Santa Maria della Vittoria
Santa Maria della Vittoria er en barokkirke på Quirinalhøjen i Rom.
Kirkebygningen blev tegnet af Carlo Maderno og blev opført mellem 1608 og 1620. Facaden viser et værk af Giovanni Battista Soria.
Interiøret viser blandt andet Den Hellige Teresas ekstase af Bernini.
Kirkan har fået en øgning i turismen takket være den udbredde popularitet af forfatteren Dan Browns roman Engle og dæmoner, hvor kirken nævnes.
41°54′17″N 12°29′39″Ø / 41.90472°N 12.49417°Ø